# Palliduphantes solivagus
Palliduphantes solivagus là một loài nhện trong họ Linyphiidae.
Loài này thuộc chi Palliduphantes. Palliduphantes solivagus được Andrei V. Tanasevitch miêu tả năm 1986.